# Geraldo Alves
Geraldo Washington Regufe Alves (Póvoa de Varzim, 8 novembre 1980) è un ex calciatore portoghese, di ruolo difensore.

## Biografia
Anche suo padre, Washington Alves, e i suoi fratelli Bruno Alves e Júlio Alves sono stati calciatori.

## Carriera

### Club

#### Gli inizi: Varzim e Benfica
Nato a Póvoa de Varzim, cresce e milita nella squadra locale del Varzim, fino all'ingaggio nel 1999 nelle file del più blasonato Benfica. Con gli Encarnados disputa cinque partite in due anni, venendo relegato perlopiù nella squadra delle riserve (il Benfica B), allora compagine di terza divisione portoghese. È stato il primo giocatore lanciato tra i professionisti da José Mourinho, in quel periodo tecnico del Benfica.

#### I vari prestiti e Paços Ferreira
Visto il poco spazio, nel gennaio 2002 il club di Lisbona lo manda in prestito al Beira-Mar. Dopo una stagione sempre a titolo temporaneo al Gil Vicente, nel 2003 passa al Paços de Ferreira. Al termine della Primeira Liga 2006-2007 il Paços ottiene una storica qualificazione ai preliminari di Coppa UEFA, con Alves che riesce a totalizzare 28 presenze e tre reti, inclusa una doppietta nel match casalingo vinto 2-1 contro il Nacional il 7 aprile 2007.

#### AEK Atene
Il 4 giugno 2007 passa per 1,3 milioni di euro all'AEK Atene, con cui sottoscrive une triennale, squadra in cui ha militato suo fratello Bruno nel 2004-2005 in prestito dal Porto. Il 20 settembre timbra la sua prima marcatura per i greci nel match casalingo di Coppa UEFA contro il Salisburgo vinto 3-0. Dalla stagione 2008-2009 perde il posto da titolare a scapito del nazionale svedese Daniel Majstorović.

#### Steaua Bucarest
Rimasto svincolato, il 5 luglio 2010 si accorda con la Steaua Bucarest per le successive due stagioni. Venti giorni dopo esordisce in una gara di campionato contro l'Universitatea Cluj. Il 5 aprile 2011 segna una doppietta, le sue prime reti in Romania, nel corso del match casalingo vinto 5-0 contro l'Unirea Urziceni. A fine stagione la Steaua giunge quinta in campionato, aggiudicandosi un posto ai preliminari di Europa League 2011-2012, e conquista la Coppa di Romania 2010-11. Al termine della stagione successiva il club, in crisi finanziaria, decide di svincolarlo a causa del suo alto ingaggio.

#### Gli ultimi anni: Petrolul Ploiești e Astra Giurgiu
Il 18 agosto 2012 firma un contratto biennale col Petrolul Ploiești, con cui vince un'altra Coppa romena. Dopo esserne diventato capitano lascia la squadra nell'estate 2015 per passare all'Astra Giurgiu, dove sia aggiudica nello stesso anno il Campionato 2015-2016 e la Supercoppa di Romania 2016. Il 3 settembre 2017, a 36 anni, decide di ritirarsi dal calcio professionistico.

## Palmarès

### Club

#### Competizioni nazionali
- Campionato rumeno: 1

Astra Giurgiu: 2015-2016
- Coppa di Romania: 2

Steaua Bucarest: 2010-2011
Petrolul Ploiești: 2012-2013
- Supercoppa di Romania: 1

Astra Giurgiu: 2016